# Le Trésor des abysses
Le Trésor des abysses est un album de bande dessinée dessiné par Luc Brahy sur un scénario d'Éric Corbeyran et Achille Braquelaire. Il sort chez Dargaud en 2003. Cet album est le 2e tome de la série Imago Mundi.

## Résumé
L'équipe d'Imago Mundi poursuit ses investigations sous-marines, mais se rend compte que ce n'est pas la Greenoil qui essaye de saboter leur travail mais son vice-président Hoollans. Lors des recherches de la compagnie pétrolière, il s'est aperçu que s'il n'y avait pas de pétrole, la zone de travail recelait des cheminées dégageant du gaz sous pression qui permettrait de créer des particules organiques du plus grand intérêt pour les scientifiques.
Hoollans a donc décidé de faire exploiter le site pour son propre compte afin d'en tirer fortune et les investigations de l'agence Imago Mundi met en péril son projet. Grâce à la complicité d'un avocat corrompu, détaché auprès de Loïc par la firme Thimme, il a décidé de supprimer les trois scientifiques aventuriers.
Mais les trois membres de l'équipe font échouer le projet, permettant ainsi à M. Thimme de tirer le bénéfice de la découverte d'un endroit sans doute unique au monde permettant de recréer des conditions proches des origines de la vie.